# Carike Keuzenkamp
Carike Keuzenkamp (* 3. März 1947 in Den Haag, Niederlande, als Elizabeth Maria Magdalena Keuzenkamp; eigentlicher Name Carike Elizabeth Maria Magdalena van Zyl Keuzenkamp) ist eine südafrikanische Schlagersängerin niederländischer Herkunft. Im Laufe ihrer 50-jährigen Karriere nahm sie Lieder auf Afrikaans, Deutsch und Englisch auf. 

## Leben und Karriere
Als Kind kam Elizabeth Keuzenkamp nach Südafrika. 1968 schloss sie ihr Studium an der Universität Pretoria ab. Im Jahr davor erhielt sie unter dem Namen Carike Keuzenkamp eine Rolle in Jamie Uys’ Film Die professor en die prikkelpop (1967), wo sie das Lied Timothy sang. Kurz darauf erschien ihr erstes Studioalbum The Charm of Carike und 1969 folgten Almal se keuse und Carike, wo sie erstmals auf Deutsch sang. Es handelte sich hier um Coverversionen unter anderem von Junge komm bald wieder und Ich bau dir ein Schloss und Muss i denn.
In den 1970er Jahren sang sie vermehrt auch Kinderlieder und wurde später auch von Anton Goosen und Ralph Siegel produziert. Sie sang unter anderem auch die Afrikaans-Version vom Titellied der Anime-Serie Heidi. 1979 erschien das von Anton Goosen produzierte Album Byerboerwa, das einige ihrer größten Hits enthielt, wie Die Byerboerwa. 1987 erschien das Album Ek sing, das das von Ralph Siegel geschriebene und produzierte Lied Dis ’n land enthielt, das als Hymne an Südafrika gestaltet war und eine Coverversion des von Nicole eingespielten Lieds Laß mich bloß nicht allein war.
Trotz ihrer Zusammenarbeit mit teilweise oppositionellen Liedermachern wie Anton Goosen galt Carike Keuzenkamp in den 1980er Jahren als linientreue Schlagersängerin wie Bles Bridges, Rina Hugo und Anneli van Rooyen, mit denen sie auch teilweise auftrat. Das Video zu Dis ’n land zeigte ein glorifiziertes Bild von Südafrika, darunter Bilder der Luftwaffe im Einsatz, ein schwarzes Paar beim Tanzen und verarmte Bauern im Boland.

## Diskografie (Auswahl)
- The Charm of Carike (1967)
- Almal se keuse (1969)
- Carike (1969)
- Gone Like the Wind (1970)
- Reëndruppeltjies (1971)
- Byerboerwa (1979)
- Carike (1980)
- Die Blye Boodskaptrein (1984)
- Sing geestelike Kinderliedjies (1984)
- Ek sing (1987)
- Saam met jou (1988)
- Onthou jy nog … (1989)
- Grootste treffers (1990)
- Stap saam met my (1991)[4]

## Ehrungen
- 2010: Lifetime Achiever bei den South African Music Awards[1]